# Input Management
 (signalé en juillet 2025).
Si vous disposez d'ouvrages ou d'articles de référence ou si vous connaissez des sites web de qualité traitant du thème abordé ici, merci de compléter l'article en donnant les références utiles à sa vérifiabilité et en les liant à la section « Notes et références ».
- Archive Wikiwix
- Bing
- Cairn
- DuckDuckGo
- E. Universalis
- Gallica
- Google
- G. Books
- G. News
- G. Scholar
- Persée
- Qwant
- (zh) Baidu
- (ru) Yandex
- (wd) trouver des œuvres sur Wikidata

L'input management désigne la gestion automatisée des documents reçus par une entreprise avec des logiciels et du matériel de numérisation.
L'input management consiste à archiver automatiquement une copie électronique des documents reçus en les indexant dans une base de données. L'indexation sert à fournir des « critères » (catégories de classement) avec des « index ». Les index, qui peuvent être des dates, des valeurs numériques, des valeurs alphanumériques (textes) sont recueillies dans le document lui-même par le logiciel. 
Quand ce document reçu est un imprimé, les informations sont capturées (après numérisation par un scanner) par des procédés de reconnaissance automatique de documents (RAD) ou de lecture automatique de documents (LAD) qui s'appuient sur les technologies reconnaissance optique de caractères (OCR).
Cette automatisation a pour but de renseigner très rapidement le système d'information et en particulier les logiciels de gestion (ERP, PGI, applicatifs métier) sur la présence de documents reçus et d'enclencher les traitements (validation humaines, saisies, actions à entreprendre) avec un workflow. Grâce aux index, les documents reçus peuvent être appelés par les applications de gestion pour être visualisés au format PDF ou regroupés par des recherches croisées. Les documents archivés et indexés sont plus généralement gérés par un logiciel GED (gestion électronique de documents).
Selon une étude publiée par MARKESS International en octobre 2008 sur la gestion de contenu d’entreprise, scanner et numériser des documents entrants au format papier est l’une des principales attentes des entreprises vis-à-vis des solutions de gestion de contenu.